# Международная премия Мира
Международная премия Мира — учреждена на 1-м Всемирном конгрессе сторонников мира в апреле 1949. Присуждается Всемирным Советом Мира деятелям науки, культуры и искусства за лучшие произведения литературы и искусства, научные работы и кинофильмы, способствующие укреплению мира между народами.
Регламент Международной премии Мира был утверждён на 2-й сессии Постоянного комитета Всемирного конгресса сторонников мира (Рим, 28-31 октября 1949). Всемирный Совет Мира установил (1951) три формы премий:
- Почётные Международные премии Мира
- Международные премии Мира (с 1957 не присуждались)
- Золотые медали Мира (с 1959 — Золотые медали Мира им. Жолио-Кюри)

## Обладатели Международной премии Мира

### 1950
Фучик, Юлиус (Чехословакия); журналист, антифашист, коммунист (посмертно)
 Пикассо, Пабло (Франция); художник, коммунист
 Робсон, Поль (США); певец, член ВСМ
 Назым Хикмет Ран (Турция); писатель, Общественный деятель, член ВСМ, коммунист
  документальный фильм «Юность мира» (СССР—Венгрия) о Всемирном фестивале молодёжи и студентов в Будапеште; (сценарист Л. И. Ошанин; режиссёр А. А. Ованесова; операторы Д. А. Каспий; Г. М. Бобров; И. В. Бессарабов; Дьёрдь Иллеш)

### 1952
документальный фильм «Мы за мир» (СССР) (режиссёры И. А. Пырьев и Й. Ивенс; сценаристы И. А .Пырьев и А. Фролов; операторы В. Е. Павлов, Т. П. Лебешев; композитор И. О. Дунаевский)

### 1953
Элюар, Поль (Франция); поэт, коммунист (посмертно)
 Вапцаров, Никола (Болгария); поэт, революционный деятель (посмертно)
 Мендес, Леопольдо (Мексика); график
 Мулк Радж Ананд (Индия); писатель
 Уильям Эдуард Бёркхардт Дюбуа (США); общественный деятель, писатель
 Халлдор Кильян Лакснесс (Исландия); писатель
 Хелльберг, Мартин (ГДР); кинорежиссёр

### 1954
Шостакович, Дмитрий Дмитриевич (СССР); композитор
 Чаплин, Чарльз Спенсер (США); актёр, сценарист и режиссёр кино

### 1955
Барток, Бела (Венгрия); композитор, пианист (посмертно)
 Ивенс, Йорис (Нидерланды); кинорежиссёр-документалист
 Дзаваттини, Чезаре (Италия); писатель, кинорежиссёр

### 1956
Казандзакис, Никос (Греция); писатель
 Ци Байши (Китай); художник

### 1957
Рассел, Бертран (Великобритания); философ